# Phare d'Haïfa
Le phare d'Haïfa est un phare actif situé à Haïfa dans le District de Haïfa de l'État d'Israël, sur la côte méditerranéenne.

## Histoire
Ce phare, construit en 2007, est situé à l'extrémité du quai servant de brise-lames intérieur du port d'Haïfa. Jusqu'en 2007, la lumière était située au sommet de la tour de contrôle portuaire en béton carré blanc de 31 pieds (9 m). Depuis cette date, le brise-lames est complètement et la lumière a été posée sur une tour de radar triangulaire à claire-voie de 25 mètres.

## Description
Il émet, à une hauteur focale de 25 m, un éclat rouge toutes les 3 secondes. Sa portée est n'est pas connue.
Identifiant : ARLHS : ISR... - Amirauté : N5947 - NGA : 113-21220 .
|              |
| Port d'Haïfa |

### Lien connexe
- Liste des phares d'Israël